# Поточац (Параћин)
Поточац је насеље у Србији у општини Параћин у Поморавском округу. Према попису из 2022. било је 875 становника.
Овде се налазе Запис Младеновића храст на Својновачком брегу (Поточац), Запис Павловића храст (Поточац) и Запис Младеновића храст (Поточац).

## Географија
У близини Поточца протиче и река Велика Морава. Река Велика Морава је од села удаљена отприлике два километра, а на планини Јухор која је удаљена неких 5-6 километара, налази се неистражено археолошко налазиште под називом Момчилов град за које се тврди да потиче још из старијег гвозденог доба.

## Историја
До Другог српског устанка Поточац се налазио у саставу Османског царства. Након Другог српског устанка Поточац улази у састав Кнежевине Србије и административно је припадао Јагодинској нахији и Темнићској кнежини све до 1834. године када је Србија подељена на сердарства.

### Порекло становништва
Село је 1905. године имало 190 кућа.
Према пореклу ондашње становништво Поточца из 1905. године може се овако распоредити:
- Староседеоца има 3 породице са 17 куће
- Косовско-метохијских досељеника има 3 породице са 71 куће.
- Из Старе Србије има 1 породица са 5 куће.
- Из околине има 4 породице са 33 куће.
- Из околине Ниша и Алексинца има 4 породице са 21 куће.
- Породице непознатог порекла има 2 породице са 17 куће.
- Из Топличког округа има 1 породица са 15 куће.
- Из околине Пожаревца има 1 породица са 8 куће.
- Из околине Врања има 1 породица са 3 куће. (подаци датирају из 1905. године[2]

## Демографија
У насељу Поточац живи 1050 пунолетних становника, а просечна старост становништва износи 43,6 година (43,1 код мушкараца и 44,2 код жена). У насељу има 377 домаћинстава, а просечан број чланова по домаћинству је 3,47.
Ово насеље је великим делом насељено Србима (према попису из 2002. године), а у последња три пописа, примећен је пад у броју становника.
|  |

| Демографија | Демографија | Демографија |
| Година      | Становника  | Становника  |
| ----------- | ----------- | ----------- |
| 1948.       | 1.746       |             |
| 1953.       | 1.869       |             |
| 1961.       | 1.875       |             |
| 1971.       | 1.818       |             |
| 1981.       | 1.651       |             |
| 1991.       | 1.582       | 1.392       |
| 2002.       | 1.309       | 1.584       |

| Етнички састав према попису из 2002.‍ | Етнички састав према попису из 2002.‍ | Етнички састав према попису из 2002.‍ | Етнички састав према попису из 2002.‍ | Етнички састав према попису из 2002.‍ |
| ------------------------------------ | ------------------------------------ | ------------------------------------ | ------------------------------------ | ------------------------------------ |
|                                      |                                      |                                      |                                      |                                      |
| Срби                                 | Срби                                 |                                      | 1.303                                | 99,54%                               |
| Муслимани                            | Муслимани                            |                                      | 1                                    | 0,07%                                |
| непознато                            | непознато                            |                                      | 5                                    | 0,38%                                |

| Поточац у пописима Јагодинске нахије — од 1818. до 1829.                          |       |       |       |       |       |       |          |       |       |       |       |       |
| Година пописа                                                                     | 1818. | 1819. | 1820. | 1821. | 1822. | 1823. | 1824/25. | 1825. | 1826. | 1827. | 1828. | 1829. |
| Куће                                                                              | 54    | 54    | 54    | 57    | 56    | 58    | 58       | 58    | 59    | 62    | 63    | 62    |
| Пореске главе*                                                                    | -     | 70    | 71    | 71    | 72    | 77    | 73       | 70    | 70    | 73    | 76    | 77    |
| Арачке главе**                                                                    | 150   | 161   | 163   | 163   | 162   | 167   | 173      | 177   | 181   | 186   | 190   | 192   |
| *Пореске главе = Ожењени мушкарци \| ** Арачке главе = Мушкарци од 7 до 70 година |       |       |       |       |       |       |          |       |       |       |       |       |

| Година пописа     | 1948. | 1953. | 1961. | 1971. | 1981. | 1991. | 2002. |
| ----------------- | ----- | ----- | ----- | ----- | ----- | ----- | ----- |
| Број домаћинстава | 355   | 368   | 419   | 441   | 436   | 403   | 377   |

| Број чланова      | 1  | 2  | 3  | 4  | 5  | 6  | 7  | 8 | 9 | 10 и више | Просек |
| ----------------- | -- | -- | -- | -- | -- | -- | -- | - | - | --------- | ------ |
| Број домаћинстава | 69 | 96 | 36 | 50 | 52 | 52 | 12 | 6 | 4 | 0         | 3,47   |

| Пол    | Укупно | Неожењен/Неудата | Ожењен/Удата | Удовац/Удовица | Разведен/Разведена | Непознато |
| ------ | ------ | ---------------- | ------------ | -------------- | ------------------ | --------- |
| Мушки  | 539    | 93               | 386          | 44             | 14                 | 2         |
| Женски | 561    | 64               | 392          | 91             | 9                  | 5         |
| УКУПНО | 1.100  | 157              | 778          | 135            | 23                 | 7         |

| Пол    | Укупно                    | Пољопривреда, лов и шумарство | Рибарство                            | Вађење руде и камена | Прерађивачка индустрија       |
| ------ | ------------------------- | ----------------------------- | ------------------------------------ | -------------------- | ----------------------------- |
| Мушки  | 248                       | 131                           | 0                                    | 0                    | 73                            |
| Женски | 139                       | 101                           | 0                                    | 0                    | 14                            |
| УКУПНО | 387                       | 232                           | 0                                    | 0                    | 87                            |
| Пол    | Производња и снабдевање   | Грађевинарство                | Трговина                             | Хотели и ресторани   | Саобраћај, складиштење и везе |
| Мушки  | 1                         | 3                             | 18                                   | 1                    | 5                             |
| Женски | 0                         | 0                             | 10                                   | 1                    | 1                             |
| УКУПНО | 1                         | 3                             | 28                                   | 2                    | 6                             |
| Пол    | Финансијско посредовање   | Некретнине                    | Државна управа и одбрана             | Образовање           | Здравствени и социјални рад   |
| Мушки  | 0                         | 0                             | 1                                    | 8                    | 2                             |
| Женски | 0                         | 0                             | 0                                    | 7                    | 4                             |
| УКУПНО | 0                         | 0                             | 1                                    | 15                   | 6                             |
| Пол    | Остале услужне активности | Приватна домаћинства          | Екстериторијалне организације и тела | Непознато            | Непознато                     |
| Мушки  | 2                         | 0                             | 0                                    | 3                    | 3                             |
| Женски | 0                         | 0                             | 0                                    | 1                    | 1                             |
| УКУПНО | 2                         | 0                             | 0                                    | 4                    | 4                             |